# Monpoesoe
Monpoesoe, ook wel Mpuusu, is een plaats in het district Sipaliwini in Suriname. In het dorp wonen Aukaners.
Het dorp ligt aan de rechteroever van de Tapanahonyrivier. Op het eiland in de rivier ligt het dorp Draai. Stroomopwaarts op het eiland ernaast liggen de dorpen Agaigoni, met een landingsbaan en een polikliniek van de Medische Zending, Sajé en Tjon Tjon. De dorpen liggen op 20 kilometer afstand van de grens met Frans-Guyana en op 190 kilometer van Paramaribo.
Affivisiti · Agaigoni · Ajokojokondre · Akani Pata · Aloepi 1 & 2 · Alopi · Antino · Antonio do Brinco · Apetina · Benanoe · Benzdorp · Clementi · Cottica · Draai · Drietabbetje · Gakaba · Godo-olo · Godoro · Granbori · Herminadorp · Intelewa · Kampoe · Kawemhakan · Koemakapan · Kontina · Lensidede · Maboga · Maisa Kampu · Manlobi · Moitaki · Monpoesoe · Nikie · Paloemeu · Peleloe Tepoe · Peruano · Poeketi · Poeloegoedoe · Ronaldo · Sajé · Tjon Tjon · Tutu Kampu · Wanfinga · Wehejok